# Eilicrinia animata
Eilicrinia animata är en fjärilsart som beskrevs av Fischer von Rössl. 1834. Eilicrinia animata ingår i släktet Eilicrinia och familjen mätare. Inga underarter finns listade i Catalogue of Life.